# Savencia Fromage & Dairy
Die Savencia SA (bis 2015: Bongrain SA) mit Sitz in Viroflay bei Paris ist ein familiengeführter, börsennotierter französischer Milchindustriekonzern, spezialisiert auf Käse. Savencia ist in diesem Bereich weltweit, auch in Deutschland, Marktführer, in Frankreich selbst Nummer 2 hinter Lactalis.

## Unternehmensgeschichte

Altes Logo (bis März 2015)

Jean-Noël Bongrain, der Gründer der Unternehmensgruppe, übernahm 1956 eine familienbetriebene Käserei in Lothringen, die bisher nur regionale Käsespezialitäten hergestellt hatte. Bongrain wollte eine völlig neuartige Käsesorte auf den Markt bringen, die hohen Geschmacksansprüchen genügen und überregional vermarktbar sein sollte. Nach fünf Jahren Entwicklungszeit begann er mit der Produktion und dem konsequent Premiummarken-betonten Vertrieb von Caprice des Dieux ‚Laune der Götter‘ – der ersten Weichkäsemarke. Sie hatte bereits die cremige Konsistenz und heute bei Weichkäsemarken weit verbreitete ovale Form.
Nachdem damit der französische Markt innerhalb weniger Jahre „erobert“ wurde und zahlreiche Produktionsbetriebe aufgekauft wurden, expandierte das Unternehmen 1962 nach Deutschland, 1969 nach Belgien sowie nach Österreich, in die Schweiz und 1972 in die USA. 1971 erfolgte der Zusammenschluss mit der Fromagerie Gérard. Ab 1975 wurden die außereuropäischen Engagements verstärkt, Unternehmen in Brasilien, den USA, Spanien und Australien übernommen. In den 1990er Jahren erfolgte eine weitere Ausdehnung in Lateinamerika und Mitteleuropa (unter anderem seit 1994 Zusammenarbeit mit dem Schweizer Marktführer Emmi). Bongrain SA trat zudem in den Osteuropa-Markt ein, wo es durch über ein Dutzend Firmenübernahmen seit 1993 Marktführer ist. Ende der 1990er Jahre erfolgten weitere Engagements in Marokko und Ägypten sowie Indien und China.
1992 erfolgte die Übernahme des operativen Geschäfts der Compagnie Laitière Européenne (CLE; Marken: Cœur de Lion und andere). Die Bongrain-Gruppe ist seit 1989 auch im exklusiven Catering tätig.
Im März 2015 benannte sich die Bongrain-Gruppe um in den international leichter aussprechbaren Namen Savencia Fromage & Dairy; der Mutterkonzern Groupe Soparind Bongrain heißt neu Groupe Savencia Saveurs & Spécialités.
Im Oktober 2017 vereinbarte Savencia die Übernahme von 51 % am Molkereikonzern Belebey (Belebeevski Molochny Kombinat), einem Hersteller und Großhändler von Hartkäse und anderen Milchprodukten mit Sitz in Belebei, der zu den zehn größten russischen Käseherstellern gehört. Am Verkäufer Intel Ko, Teil der Unternehmensgruppe Neral, hielt der baschkirische Landwirtschaftsminister Ernst Isajew bisher einen kontrollierenden Aktienanteil.

## Unternehmensstruktur
Die Savencia-Molkereigruppe ist ein Zweig des internationalen Lebensmittelkonzerns Groupe Savencia Saveurs & Spécialités (bis 2015 Groupe Soparind Bongrain), der mit seinem zweiten Zweig Savencia Gourmet (vormals Soparind Développement) auch in den Bereichen Wurstwaren, Fischprodukte und Süßwaren (unter anderem Valrhona, Chocolat Villars, La Maison du Chocolat) tätig ist.
Zur Unternehmensgruppe Savencia gehören weltweit über achtzig Unternehmen, die insgesamt einen Umsatz von über 3,35 Milliarden Euro (Stand 2005) erzielen. Savencia ist heute in 24 Ländern an etwa 100 Standorten vertreten und hat mehr als 18.000 Mitarbeiter, davon knapp 15.000 in Europa.
Zur Savencia-Molkereigruppe in Deutschland gehört neben der in Wiesbaden ansässigen Marketing-, Produktentwicklungs- und Vertriebszentrale Savencia Deutschland seit 2003 auch der Käsehersteller Edelweiss GmbH & Co. KG, Kempten im Allgäu (größter europäischer Savencia-Standort, früher zu Unilever gehörend). Savencia hält außerdem Anteile am deutschen Bio-Hersteller Söbbeke. Die anfängliche Minderheitsbeteiligung an Söbbeke wurde 2013 planmäßig auf die Mehrheit erhöht.
Seit 1999 hielt der Konzern auch Anteile an der Andechser Molkerei (Einstieg 1999 mit einem Drittel, seit 2007 wurden 24,8 % gehalten). Auf Anordnung des Bundeskartellamts gingen aus Wettbewerbsgründen am 1. Oktober 2015 alle Anteile wieder in den Besitz der Familie Scheitz über.
Chairman of the board ist Alex Bongrain, der Sohn des Unternehmensgründers. Die Familie Bongrain hält über eine Holding 58,5 Prozent des Kapitals von Savencia SA.

## Marken

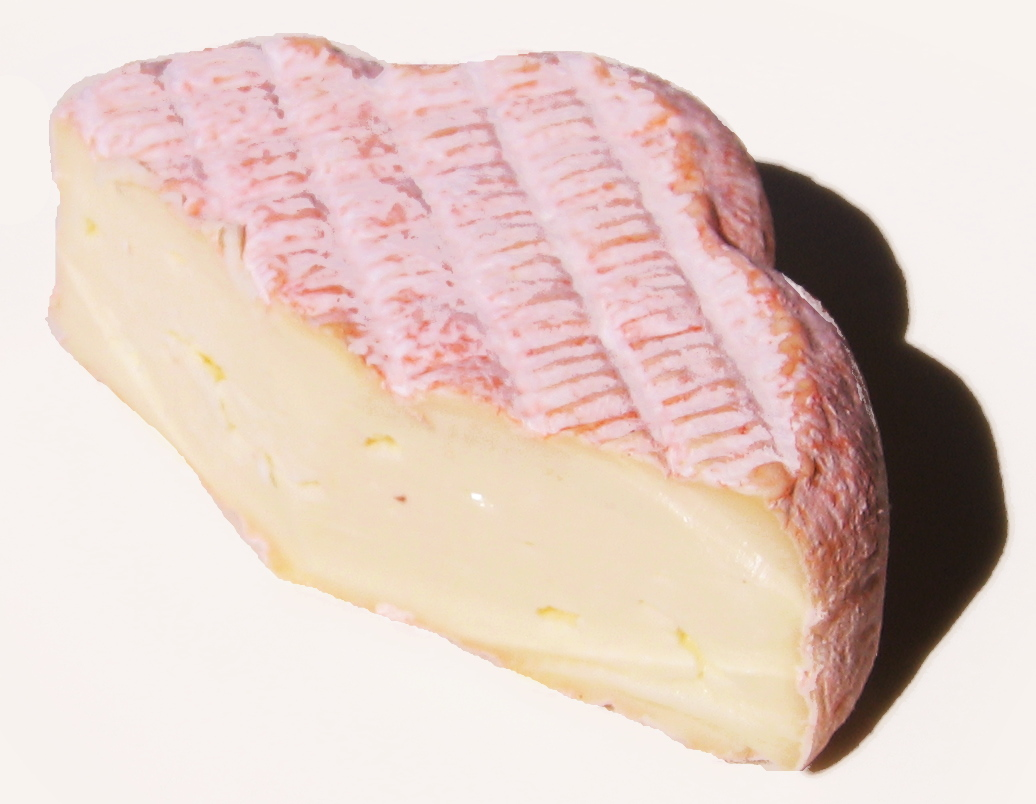
Saint Albray

Weltweit führt Savencia über 100 Marken. Bekannte Marken von Savencia in Deutschland sind Bresso, Caprice des Dieux, Chaumes, Etorki, Fol Epi, Géramont, Henri, Le Tartare, Rambol, Le Rustique, Saint Albray und Saint Agur – die beiden letzteren sind nach fiktiven Heiligen benannt.
Beim Kauf des Unilever-Werks in Kempten im Jahr 2003 miterworben wurden die deutschen Marken Edelweiss, Ramee, Bresso und Milkana. 2010 wurde auch die Unilever-Marke Brunch übernommen, die im selben Werk schon jahrelang für diesen Konzern produziert worden war.